# HMS Turbulent (1916)
HMS Turbulent var en brittisk jagare av Talisman-klass, som sjösattes år 1916. Hon tjänstgjorde i det första världskriget och sänktes vid slaget vid Jylland den 1 juni 1916.